# Râșnov
Râșnov (ook wel Rîșnov, ; Duits: Rosenau; Hongaars: Barcarozsnyó; Transylvanisch Saxisch: Rusnâ) is een stad in het district (judatul) Brașov, Roemenië. De stad telt 15.436 inwoners (2002).
De stad en burcht liggen op ongeveer 15 km van Brașov en ongeveer op dezelfde afstand van Bran, aan de doorgaande weg van Walachije naar Transsylvanië en vice versa.
Het ligt aan de ene kant aan een open vlakte die de Saksen wilden beschermen met aan alle passen een burcht/stad. Hiermee beheersten ze zodoende de vallei waar veel landbouw, veeteelt en dergelijke plaatsvond, door de zeer vruchtbare grond.
De naam Rasnov stamt af van het slavische "žrŭnovy", wat betekent(dorp/vallei) "van de molen". In de 14e eeuw, de moderne Germaanse naam, Rosenau, is gebaseerd op het Germaanse woord "Rose".
In Râșnov is de citadel gebouwd in het jaar 1215 door de riďders van de Duitse Orde. Het werd voor de eerste keer vermeld in 1331. De citadel is slechts eenmaal veroverd in het bestaan, rond het jaar 1600 door Gabriel Báthory.

## De mythe
Tijdens een langdurige belegering waren de burgers van de stad bezorgd over de watervoorziening. Twee Turkse gevangen soldaten kregen de taak om een put te graven. Ze werden verzekerd na het bereiken van het grondwater of een bron de vrijheid terug te krijgen. Het heeft ze ruim 17 jaar van hun leven gekost om dit te bereiken. Na afloop zijn ze alsnog er niet levend vanaf gekomen. De put is er nog steeds en is ruim 143 meter diep.
Om bij de burcht te komen kan men de borden volgen vanuit het centrum, er is onderaan de berg een parkeerplaats en twee kleinere verderop op weg naar de burcht, waar keren niet eenvoudig is. Ook kan men vanuit het nieuwe stadsdeel een voetpad volgen waarna men bij de buitenste poort van de burcht uitkomt. Om de burcht te bezoeken wordt een kleine symbolische bijdrage gevraagd voor het onderhoud aan de burcht.
Steden met gemeentestatus: Brașov · Făgăraș · Codlea · Săcele

Steden zonder gemeentestatus: Ghimbav · Predeal · Râșnov · Rupea · Victoria · Zărnești